# Mitsubishi ML-FX1
Mitsubishi ML-FX1 (ML-FX1 / FX2) је био кућни рачунар фирме Mitsubishi који је почео да се производи у Јапану од 1983. године.
Користио је Zilog Z80A као микропроцесор. RAM меморија рачунара је имала капацитет од 64 KB. 
Као оперативни систем кориштен је MSX DOS.

## Детаљни подаци
Детаљнији подаци о рачунару ML-FX1 су дати у табели испод.
|                       |                                                                                                   |
| [ 1 ]                 |                                                                                                   |
| Произвођач            |                                                                                                   |
| Тип                   | кућни рачунар                                                                                     |
| Меморија              | 64 KB                                                                                             |
| Поријекло             | Јапан                                                                                             |
| Година                | 1983                                                                                              |
| Тастатура             | тастатура са пуним помаком тастера, 5 функцијских тастера, нумеричка тастатура и 4 тастера смјера |
| Процесор              |                                                                                                   |
| Фреквенција процесора | 3,58                                                                                              |
| RAM                   | 64 KB                                                                                             |
| ROM                   | 32 BASIC/BIOS ( MSX BASIC V1.0)                                                                   |
| Текст                 | мод 0 : 40 x 24                                                                                   |
| Графика               | мод 2 : 256 x 192 са 16 боја (Hires мод)                                                          |
| Боја                  | 16                                                                                                |
| Звук                  | General Instruments AY-3-8910 програмибилни генератор звука                                       |
| Димензије             | 440 (ширина) x 490 (дубина) x 118 (висина) / 7                                                    |
| Портови               |                                                                                                   |
| Оперативни систем     |                                                                                                   |